# 슛아웃 앳 와달라
슛아웃 앳 와달라(Shootout at Wadala)는 인도에서 제작된 산제이 굽타 감독의 2013년 액션, 범죄 영화이다. 프리앙카 초프라 등이 주연으로 출연하였다.

## 출연

### 주연
- 프리앙카 초프라
- 존 에이브러햄
- 아닐 카푸르

### 조연
- 마노즈 바즈빠이
- 소누 수드